# Mihai Iliescu
Pour les articles homonymes, voir Iliescu.
Aurel Mihai Iliescu (né le 25 juillet 1978 à Slănic dans le județ de Prahova) est un bobeur roumain. Il participe à une édition des Jeux olympiques.

## Jeux olympiques
- Jeux olympiques d'hiver de 2006 à Turin ( Italie)
  - 26e position à l'épreuve masculine à deux.

## Championnats du monde
- Championnats du monde FIBT à Calgary ( Canada)
  - 21e position à l'épreuve masculine à quatre.